# Serapias olbia
Serapias olbia is een Europese orchidee. Het is een zeldzame soort die endemisch is in het zuiden van Frankrijk, waar deze voorkomt in enkele departementen.

## Naamgeving enetymologie
- Synoniem: Serapias gregaria Godfery (1921)
- Frans: Sérapias de Provence, Sérapias d'Hyères

De botanische naam Serapias is ontleend aan de Egyptische god Serapis. De soortaanduiding verwijst naar Olbia, de voormalige Griekse kolonie aan de Middellandse Zee waar nu de stad Hyères ligt en waar het type-exemplaar gevonden is.

## Kenmerken

### Plant
S. olbia is een fijngebouwde, 10 tot 30 cm hoge overblijvende geofyt. De bloemstengel is onderaan meestal rood geaderd en gespikkeld en draagt tot zeven bladeren en een lange, ijle aar met twee of drie bloemen.

### Bladeren
De bladeren zijn lijnlancetvormig, schuin afstaand tot aanliggend, gootvormig, naar boven toe overgaand in rode schutbladen, die bijna zo lang zijn als de helm van de bloem.

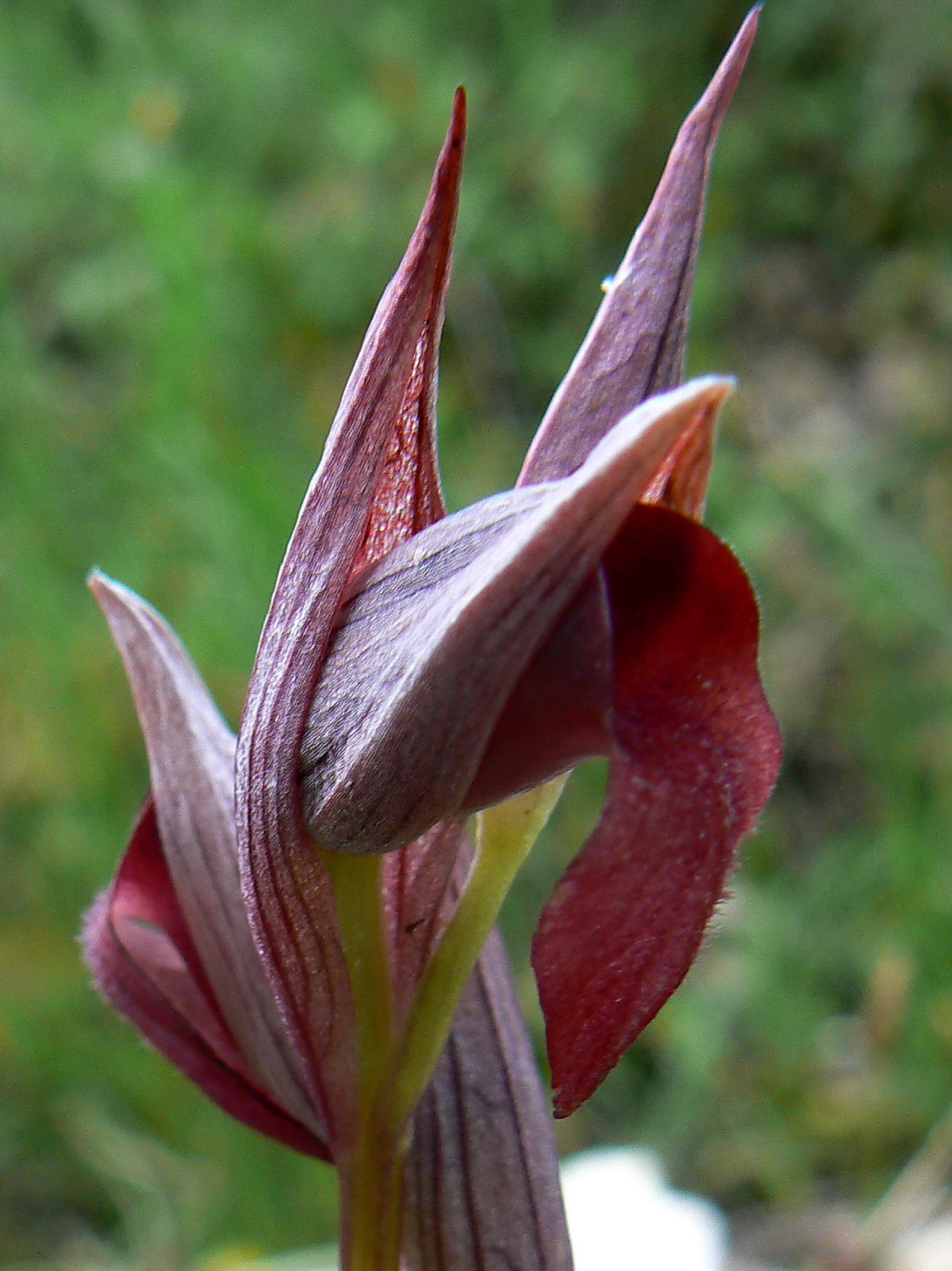
detail bloem

### Bloemen
De bloemen zijn middelgroot voor een tongorchis, met een horizontale of licht opgaande, grijs-violette en roodgeaderde helm, gevormd door de weinig gefuseerde lancetvormige kelkbladen en bovenste kroonbladen. De kroonbladen zijn langgerekt druppelvormig met een langgerekte, spitse top.
De lip bestaat uit twee delen. De hypochiel is tot 15 mm lang en 21 mm breed, ovaal tot hartvormig, opgerold, met laterale lobben die bijna volledig onder de helm verborgen liggen, en draagt een karakteristieke verdikte, donkere, van een diepe voor voorziene callus, met aan de basis twee uitstekende, donker violette, parallel lopende tot licht uiteenwijkende lamellen. De epichiel is lang en breed, tot 16 mm lang en 9 mm breed, ovaal tot breed lancetvormig, afhangend of teruggeslagen onder de hypochiel, baksteenrood tot purper gekleurd, en met een dichte, witte beharing bezet.
De bloeitijd is van april tot mei.

## Habitat
S. olbia prefereert zure, silicaatrijke of zandige gronden op zonnige plaatsen, zoals droge tot vochtige graslanden, duinvalleien en open plaatsen in kurkeiken-bossen. In de bergen komt de soort voor tot op hoogtes van 200 m.

## Verspreiding en voorkomen
S. olbia is endemisch in het zuiden van Frankrijk, waar deze voorkomt op Corsica en in de departementen Var en Alpes-Maritimes. Ze is zeldzaam, maar kan lokaal abundant optreden.

## Verwante en gelijkende soorten
S. olbia kan door zijn kleur en vorm enkel verward worden met andere soorten uit hetzelfde geslacht. Hij kan van de meeste tongorchissen onderscheiden worden door de fijne, slanke habitus en de in verhouding brede, donkere bloemlip bezet met lichte haren, die dikwijls is teruggebogen.

## Bedreiging en bescherming
S. olbia wordt in Frankrijk beschermd op regionaal niveau (regio Provence-Alpes-Côte d'Azur).
S. aphroditae · 
S. apulica · 
S. atlantica · 
S. bergonii · 
S. carica · 
S. cordigera (Brede tongorchis) · 
S. cossyrensis · 
S. cycladum · 
S. elsae · 
S. feldwegiana · 
S. gregaria · 
S. ionica · 
S. istriaca · 
S. levantina · 
S. lingua (Gewone tongorchis) · 
S. lorenziana · 
S. neglecta (Vergeten tongorchis) · 
S. nurrica · 
S. orientalis · 
S. olbia · 
S. parviflora (Kleine tongorchis) · 
S. patmia · 
S. perez-chiscanoi · 
S. politisii · 
S. stenopetala · 
S. strictiflora · 
S. vomeracea (Lange tongorchis)